# Atari DOS
Atari DOS е дискова операционна система, разработена от Atari. Използвана е с 8-битови персонални компютри. Определени формати са необходими, за да може един Atari компютър да оперира с файлове от дисковото пространство (например разширенията .CAS, .XEX, .BIN, или .COM). Дисковата операционна система на Atari разполага с три основни компонента: дисков манипулатор (Resident Disk Handler), система за управление на файлове (File Management System) и помощна програма за работа с файлови системи, твърди и оптични дискове (Disk Utility). Дисковият манипулатор (RDH) е единственият компонент от Atari DOS, който се осигурява от OS ROM. Системата за управление на файлове (FMS) и помощната програма (DUP) се осигуряват външно, т.е. двата компонента се намират на външен носител на информация (например флопи диск или дискета), като FMS се записва върху оперативната памет при зареждане. DUP не се зарежда автоматично, а изрично изисква команда, за да се съхрани в паметта.

## История
Atari Incorporation е американска компания за настолни компютри и видео игри, основана от Нолън Бушнел и Тед Дабни през 1972 г. Компанията произвежда софтуерни и хардуерни продукти, и конзолни видео игри, като през 70-те и 80-те години е една от водещите фирми на американския пазар. През 1983 – 1984 г. настъпва рязък спад на пазара на видео игри и компанията е принудена да раздели своята дейност. Atari Games Inc. получава правата да използва логото и името на Атари върху продуктите си, докато дейността, свързана с производството на потребителска електроника, Atari Consumer Electronics Division, е прехвърлена на американската Tramel Technology Ltd. По-късно Tramel Technology се преименува на Atari Corporation. Брандът „Атари“ се притежава от Atari Interactive, дъщерна фирма на френската Atari SA.

## Основни компоненти на Atari DOS
Дисковата операционна система на Atari разполага с три основни компонента.

### Дисков манипулатор (RDH)
RDH е основен компонент на дисковата операционна система. При повечето версии на Atari DOS, дисковият манипулатор се използва единствено по време на първоначалното зареждане на данни от външен носител, като отговаря за физическото пренасяне на данните към Atari компютърната система. След това, допълнителна последователност от команди в FMS може да бъде използвана, за да се извършват последващи операции. RDH може да изпълнява четири функции: FORMAT – изтрива всички пътеки от дискетата и наново записва секторни адреси за достъп до съответните места; READ SECTOR – прочита и възпроизвежда определен сектор; WRITE/VERIFY SECTOR – записва информация на нов адрес в паметта и проверява дали процесът е преминал успешно; STATUS – проверява статуса на дисковото устройство.

### Система за управление на данни (FMS)
FMS е устройство, което използва стандартния вход/изход (Central Input/Output или CIO). FMS не е налично в OS ROM, а се зарежда от DOS системата. Работи с I/O контролни команди, подавани от стандартния вход/изход, като ги осъществява върху дискетата.

### Помощна програма за работа с файлови системи (DUP)
DUP представлява набор от възможности за манипулиране на външното устройство/дискетата. Разполага с DOS меню, откъдето се избира тип на манипулацията, която потребителят желае да осъществи. DUP изпълнява команди като извиква FMS чрез CIO.

## Потребителското меню на Atari DOS
Atari Дискова операционна система Версия 2.5
| A. Disk directory | I. Format disk    |
| B. Run cartridge  | J. Duplicate disk |
| C. Copy file      | K. Binary save    |
| D. Delete file(s) | L. Binary load    |
| E. Rename file    | M. Run at address |
| F. Lock file      | N. Create MEM.SAV |
| G. Unlock file    | O. Duplicate file |
| H. Write DOS file | P. Format single  |

## Версии
Има няколко версии на Atari DOS – освен първоначално пуснатата през 1979 г.

### DOS 1.0
В първата версия на DOS от Atari всички команди са достъпни само от менюто. Тя е доставена с 810 дискови устройства от 1979 – 1981 г. Тази система се състои от един файл – DOS.SYS, който се зарежда в паметта при стартиране. Версията изцяло заема паметта, което я прави сравнително бърза. Дискът за DOS 1 е Atari 810 Master Diskette (CX8101).

### DOS 2.0
Втората по-популярна версия на DOS от Atari е доставена с 810 дискови устройства, както и някои ранни 1050 устройства от 1981 – 1983 г. Състои се от два файла – DOS.SYS и DUP.SYS. DOS.SYS отново се зарежда в паметта при стартиране, както предходната версия, а DUP.SYS съдържа DOS менюто и се извиква само при необходимост от потребителя. В тази система е добавен временен файл – MEM.SAV, който съхранява потребителската памет и се възстановява след напускането на DOS менюто (DUP.SYS). Предишната опция в менюто на DOS 1.0 – N. DEFINE DEVICE сега е заменена с N. CREATE MEM.SAV.
DOS 2.0S поддържа само SS (single-sided) и SD (single-density) 90К 5.25“ дискети. Също така могат да се четат дискети, записани на DOS 1.0. За тази система дискът е „Atari 810 Master Diskette II (CX8104)“.
При DOS 2.0D поддържаните дискети са SD (single-density) и DD (double-density), а дискът е „Atari 815 Master Diskette (CX8201)“.

### DOS 3.0
DOS 3.0 е създадена с цел да вземе преимущество над възможностите на 1050 DD серията, чрез употребата на едностранни 128К 5,25-инчови флопи дискови формати. От фирмата го наричат двойна плътност, но общността на Atari нарича този формат „засилена плътност“, за да го разграничи по-добре от широко достъпната трета страна на дискови устройства и поддържащите версиите на DOS. DOS 3.0 използва дискови формати, съвместими с DOS 2.0S. Също така е добавена възможност за превръщане на файлове от DOS 2.0S към DOS 3.0, но не и обратното.
Използването на дисковото пространство е по-неефикасно в сравнение с DOS 2.0S. Поради тази и много други причини, версията не е напълно приета от Atari обществото. Както DOS 1.0, така и тази версия не е масово използвана, освен за любителски цели, дискът е наречен Master Diskette (DX5052).

### DOS 2.5
След слушане на много оплаквания от потребителите, компанията пуска подобрена версия на предишната. Това позволява използването на подобрените дискове, а също така има възможност да се четат DOS 3.0 дискове. Добавена е услугата RAMDISK.COM, която служи за използване на 128К 130XE компютър, добавени са също DISKFIX.COM, COPY32.COM и др. В стандартното меню е добавена възможност за форматиране на дискове. DOS 2.5 е доставена с 1050 дискови устройства, както и някои по-ранни XF551.

### DOS 4.0
DOS 4.0 версията е предназначета за 8-битовите компютри на Atari, но те така и не били пуснати на пазара. Системата използва блокове вместо отделни сектори и поддържа единична, разширена и двойна плътност, както едностранни, така и двустранни дискове. DOS 4.0 не съответства на предишните версии, но може да чете файлове от тях.

### DOS XE
Е доставена с XF551 дискови устройства от 1988 – 1992. Също както DOS 3.0, тази операционна система включва изцяло нов формат на Atari дискетите. Изцяло се поддържа двустранните, двойно плътни дискови устройства – 360K, както и 90K SS/SD, 128К SS/ED, 180К SS/SD и RAMdisk, използвани със 130XE. Операционната система е разработена за XL или XE осембитов компютър и не е съвместима с 400/800 компютърни модели.
Преди да бъде официално пусната, операционната система е позната като „ADOS“. Това е последната версия, направена от Atari за осембитовите компютри на Atari.

## Дискови формати
- Едностранни, единична плътност – 40 окръжности като всяка е с 18 сектора. Има 128 байта на сектор, а целия диск е с капацитет от 90 KB.
- Едностранни, двойна плътност – 40 окръжности като всяка е с 18 сектора. Има 256 байта на сектор, а целия диск е с капацитет от 180 KB.
- Едностранни, повишена плътност – 40 окръжности с 26 сектора на всяка окръжност. Има 128 байта на сектор, целият капацитет на диска е 130 KB.
- Двустранни, двойна плътност – 80 окръжности (40 на всяка страна) с 18 сектора на всяка окръжност. Има 256 байта на сектор, а капацитета на диска е 360 KB.